# Autonomna estonska gubernija
Autonomna estonska gubernija (est.: Autonoomne Eestimaa kubermang, rus.: Эстля́ндская автоно́мия) bila je autonomna gubernija Ruske Republike koja je postojala od studenoga 1917. do veljače 1918.

## Povijest
Autonomna estonska gubernija nastala je kao rezultat ruske Februarske revolucije 1917. Po uzoru na nju i u Estoniji je izbio val štrajkova i demonstracija. Osnivani su sovjeti po tvornicama, vojarnama, selima i gradovima i brojne političke stranke.
Demonstranti su 2. ožujka 1917. srušili carsku gubernijsku vladu u Tallinnu, oslobodili političke zatvorenike i formirali narodnu miliciju.
Privremena vlada Ruske Republike odobrila je 3. siječnja 1917. dekret o novoj upravi Estonske gubernije i time je ona postala Autonomna estonska gubernija.
Za vrijeme Ruskog Carstva Estonija je bila podijeljena na dvije gubernije; Estonsku na sjeveru (taj teritorij je otprilike odgovarao Danskoj Estoniji) i sjevernog dijela Latvijske gubernije, u kojem su većina stanovnika bili Estonci. Ta su dva područja spojena dekretom privremene vlade Ruske Republike u ožujku 1917.
Privremena vlada Ruske Republike je 5. ožujka za komesara Estonske gubernije postavila Jaana Poska, gradonačelnika Tallinna, koji je iz redova Estonaca izabrao rajonske komesare i komandante milicije.
Organizirani su opći izbori za Estonski gubernijski sovjet (est.: Maapäev) - privremeni parlament, u kojem su velik broj mandata dobile su menjševičke i boljševičke frakcije Ruske socijal-demokratske radničke partije.
Prva sjednica Gubernijskog sovjeta (Maapäev) održana je u Tallinnu 1. svibnja 1917.
Odnosi između estonskih patriota i onih koji su bili naklonjeni boljševičkim idejama bili su napeti, tako da je među njima izbijalo mnogo sukoba.
U travnju 1917. uz dopuštenje privremene vlade Ruske Republike, u Ruskoj carskoj vojsci formirane su prve estonske nacionalne jedinice, koje su kasnije spojene u estonsku diviziju.
Dva dana prije Oktobarske revolucije u Sankt Peterburgu, 5. studenoga 1917. lider
estonskih boljševika Jaan Anvelt poveo je svoje ljevičarske istomišljenike u Tallinn i 9. studenoga silom preuzeo vlast od komesara Jaana Poske. No, Estonski je gubernijski sovjet (Maapäev) odbio priznati taj čin proglasivši ga pučem i povukao se u ilegalu.
Za vrijeme vladavine proboljševičkog estonskog sovjeta, Ants Dauman, novoizabrani gradonačelnik Narve, uz dopuštenje Sveruskog središnjeg politbiroa organizirao je referendum na kojem su građani trebali odlučiti da se gradovi Narva i susjedni Ivangorod odcijepe iz Petrogradske gubernije i priključe novoj Autonomnoj estonskoj guberniji.  
Kako je 80% stanovnika glasalo za, estonski politbiro priznao je rezultate referenduma i teritorijalno proširenje Estonije. Premda se to dogodilo pod boljševičkim režimom, i kasnija estonska vlada priznala je referendum i priključenje Narve i Ivangoroda Estoniji.
Na izborima za estonsku Ustavotvornu skupštinu održanim 1918. političke stranke koje su se zalagale za estonsku neovisnost dobile su gotovo 2/3 glasova, a sudeći prema međurezultatima, boljševici su pali na 37,1%. Razočarani boljševici prekinuli su izbore i proglasili izvanredno stanje u gradovima 27. siječnja i započeli s progonom političkih protivnika.
U veljači 1918. nakon propasti Brest-Litovskih mirovnih pregovora između Ruske SSR i Njemačkog Carstva, Njemačka carska vojska okupirala je Estoniju, a boljševičke snage povukle su se u Rusiju.  
Dan prije nego što su njemačke snage ušle u Tallinn 23. veljače 1918., Estonski komitet spasa Estonskog sovjeta Maapäeva izašao je iz ilegale i izdao Deklaraciju o neovisnosti.
Taj dan se i danas slavi kao dan Estonske nezavisnosti, iako je Estoniji nakon tog trebalo gotovo 9 mjeseci da se oslobodi od okupacijskih snaga. 
Najprije su se povukle njemačke snage nakon kapitulacije 11. studenoga 1918., a nakon toga i Crvena armija koja se nakratko vratila i okupirala Estoniju.

## Vanjske poveznice
- Eesti iseseisvuse sünd (1917–1920) (est.)